# Flora Isela Chacón
Flora Isela Chacón Flores (Chihuahua, México) es una escritora y periodista mexicana, galardonada con el reconocimiento Chihuahuense Destacada 2017.

## Antecedentes
Egresada de la Licenciatura en Letras Españolas de la Facultad de Filosofía y Letras de la Universidad Autónoma de Chihuahua, donde también estudió dos semestres de la Maestría en Humanidades.
Se dedica al periodismo desde hace 12 años, donde "ha ejercido en medios de comunicación, escritos, digitales y radiofónicos" y ha representado a Chihuahua en diversos talleres, cursos y encuentros nacionales.
Entre sus áreas de especialidad, el "ejercicio de las letras no sólo se circunscribe al periodismo, oficio al cual se dedica profesionalmente, sino también a la narrativa y la poesía."
Ha incursionado en la literatura, en la fotografía con seis exposiciones entre individual y colectivas, y en la música cantando en el espectáculo literario musical “De sueños y letras”, que se presentó en diversos escenarios del país.
Además de haber sido invitada a la Segunda Feria Multilingüe del Libro de Nueva York en el 2007 y al II Encuentro Cultural Primavera de Palabras “Esencia de Mujer” en Hermosillo, Sonora, en 2010; participó en el I Encuentro de Narradores en Cuauhtémoc en 2011 y en el III Encuentro Escritores por Juárez, en septiembre de 2013.
En noviembre de 2014 participó en el VI Encuentro Los Santos días de la Poesía realizado en Ciudad Victoria, Tamaulipas; y en el 2016 en el XXV Encuentro Internacional de Poetas Mujeres en el país de las Nubes, en Oaxaca.

## Libros publicados
En el año 2006 publicó su primer libro "Si te cuento" ganador de la Convocatoria del Premio Publicaciones del Instituto Chihuahuense de la Cultura, en 2005.
En abril del 2011 publicó su segundo libro “Por si la luna” que fue presentado también en la Universidad Tecnológica de Nezahualcóyotl, en 2012.
Tiene además, una participación en la "Antología Poesía del Caos. Volumen 5" con la editorial Cascada de Palabras Cartonera; en la "Antología 2016: XXIV Encuentro de Mujeres Poetas en el País de las Nubes", resultado del encuentro realizado en Oaxaca, en noviembre del 2016; así como en la “Antología poética”, cuento “Valparaíso de noche” en coautoría con Marcelo Arancibia, Editorial Valparaíso, Chile, 2006.

## Reconocimientos
Recibió uno de los siete premios del concurso anual de poesía “Un pensamiento a mamá” de la XEW en la Ciudad de México.
Obtuvo el Primer lugar concurso de cartel “Di no a las drogas” en el Colegio de Bachilleres No. 1.
Su cuento corto “Nocturna” fue seleccionado como finalista en el Concurso Internacional de Microficción Garzón Céspedes 2007.
En el 2006 fue nominada al Premio Estatal de Periodismo José Vasconcelos.
El 22 de marzo de 2017, el gobernador del Estado de Chihuahua Javier Corral Jurado, reconoció la trayectoria de la escritora mediante el premio “María Edmeé Álvarez” dentro de la convocatoria Chihuahuense Destacada 2017, en el marco de las celebraciones de Día Internacional de la Mujer.

## Activismo Social
Desde hace más de diez años ha realizado infinidad de lecturas para promover la lectura y la escritura de creadores chihuahuenses, además de haber ofrecido varios talleres literarios y de redacción periodística en diversas instituciones educativas.
También coordinó por dos años el círculo de lectura “El cascabel del gato” en el Centro Comunitario Rosario como parte del programa "Mucho ojo", con el Colectivo Letras del Parque.
En el 2016 cuando el Gobierno del Estado de Chihuahua canceló la Feria del Libro de dicho año, argumentando falta de recursos, Flora Isela, junto al Colectivo La Otra Feria, organizó una feria del libro alterna llamada “La otra feria, sin feria”.